# Список епізодів телесеріалу «Гра престолів»
«Гра престолів» (англ. Game of Thrones) — американський телесеріал у жанрі фентезі, створений за мотивами циклу романів «Пісня льоду й полум'я» письменника Джорджа Мартіна.
Кожному сезону відповідає одна книга гепталогії, з яких на 2012 рік написані п'ять.

## Вступ
Дія книг проходить на тлі політичних інтриг і, пізніше, громадянської війни в боротьбі за владу над вигаданим континентом Вестерос. Роберт Баратеон, король Семи Королівств, просить свого старого друга Еддарда Старка стати його новим Десницею — головним радником. Еддард, підозрюючи, що його попередник на цій посаді був убитий, приймає посаду, щоб розслідувати обставини загибелі і захистити короля. У той же час родичі королеви, Ланістери, намагаються взяти Вестерос під свій повний контроль. Паралельно за морем останні представники раніше скинутої Баратеоном королівської сім'ї Таргарієнів розшукують союзників, здатних повернути їм трон Семи Королівств. Конфлікт між цими та іншими родинами, в тому числі Грейджоями, Таллі, Арренами і Тирелами, призводить до війни. Між тим, на півночі, пробуджується забуте, що стало легендами зло. Серед війни та політичної плутанини, невелике братство, Нічна варта, залишається єдиним, хто стоїть між світом людей і цим жахом.
| Сезон | Епізоди | Епізоди | Оригінальний показ | Оригінальний показ |
| Сезон | Епізоди | Епізоди | Перший показ       | Останній показ     |
| ----- | ------- | ------- | ------------------ | ------------------ |
| 1     | 10      | 10      | 17 квітня 2011     | 19 червня 2011     |
| 2     | 10      | 10      | 1 квітня 2012      | 3 червня 2012      |
| 3     | 10      | 10      | 31 березня 2013    | 9 червня 2013      |
| 4     | 10      | 10      | 6 квітня 2014      | 15 червня 2014     |
| 5     | 10      | 10      | 12 квітня 2015     | 14 червня 2015     |
| 6     | 10      | 10      | 24 квітня 2016     | 26 червня 2016     |
| 7     | 7       | 7       | 16 липня 2017      | 27 серпня 2017     |
| 8     | 6       | 6       | 14 квітня 2019     | 19 травня 2019     |

## Перший сезон (2011)
Усього перший сезон складається з 10 серій. Екранізація книги Мартіна Гра престолів..
| № | Назва                                                                   | Режисер                    | Сценарій                               | Дата виходу |
| --- | ----------------------------------------------------------------------- | -------------------------- | -------------------------------------- | ----------- |
| 1 | Зима близько (Winter is Coming)                                         | Тім Ван Паттен             | Девід Беніофф та Ден Вайс              | 17.04.2011  |
| Тривалість — 62 хвилини Повертаючись зі страти дезертира з Нічної варти, який втік, за його словами, від Білих Ходоків, Нед Старк дізнається від дружини, що його наставник Джон Аррен мертвий, і король Роберт Баратеон їде в Вінтерфелл запропонувати йому посаду Десниці. Тим часом за Вузьким морем спадкоємець поваленого короля Вісерис Таргарієн готує весілля своєї сестри, віддаючи її заміж за Дрого — вождя войовничих дотракійців. Король приїжджає в Вінтерфелл разом зі своєю дружиною і спадкоємцем. |                                                                         |                            |                                        |             |
| 2 | Королівський тракт (The Kingsroad)                                      | Тім Ван Паттен             | Девід Беніофф та Ден Вайс              | 24.04.2011  |
| Тривалість — 56 хвилин Еддард Старк приймає пропозицію короля стати Десницею і разом з дочками вирушає в Королівську гавань. Джон Сноу і Тіріон Ланістер (менший брат королеви — карлик) їдуть на Стіну: перший для вступу до лав Нічного Дозору, другий як мандрівник, щоб нарешті побачити Стіну. За морем Дейнеріс Таргарієн навчається мистецтву любові. А її брат Вісерис планує своє повернення в Вестерос. У Вінтерфеллі озброєний кинджалом вбивця намагається заколоти Брана, який знаходиться в комі, але найманця вбиває лютововк. На Королівському тракті лютововчиця Арії, Німерія кусає принца Джофрі, і королева Серсея наказує вбити тварину — іншу, лютововчицю Санси, Леді. Еддард Старк вирішує зробити це сам. У Вінтерфеллі прокидається Бран Старк. |                                                                         |                            |                                        |             |
| 3 | Лорд Сноу (Lord Snow)                                                   | Брайан Кірк                | Девід Беніофф та Ден Вайс              | 1.05.2011   |
| Тривалість — 58 хвилин Еддард Старк з почтом прибуває в Королівську гавань і на засіданні Малої ради дізнається про величезні борги короля. У Чорному замку Джон Сноу вступає в конфлікт з іншими рекрутами Дозору; його виручає Тіріон. Лорд-командувач Мормонт повідомляє Тіріону про тяжке становище Дозору, щоб він передав все королю. Кетлін, вважаючи отруєння попереднього Десниці Джона Арена та замах на життя Брана, справою рук Ланістерів, і таємно вирушає в Королівську гавань до чоловіка, де зустрічає свого друга юності — королівського скарбника Петира Бейлиша («Мізинця»). Джеймі і Серсея обмірковують наслідки падіння Брана. Еддард наймає для Арії, вчителя фехтування і вона заповзятливо вивчає це мистецтво. За морем Дейнеріс вперше наважується виказати непокору братові Вісерису і вони вперше сваряться. |                                                                         |                            |                                        |             |
| 4 | Каліки, бастарди і зламані речі (Cripples, Bastards, and Broken Things) | Брайан Кірк                | Девід Беніофф та Ден Вайс              | 8.05.2011   |
| Тривалість — 57 хвилин Еддард вивчає книгу, яку до нього читав Джон Аррен, дізнається про бастардів короля і відшукує їх. Король і його придворні присутні на турнірі на честь Десниці. У Дозорі з'являється новий рекрут, товстий і слабкодухий Сем Тарлі, і Джон Сноу бере його під свій захист. За морем Вісерис розмовляє зі служницею про драконів і владу; Дейнеріс дізнається, що вагітна. Еддард намагається зв'язатися з сіром Хью — колишнім зброєносцем Джона Аррена; але на турнірі сір Х'ю гине — його противник, Григор Кліган, «випадково» потрапляє йому списом у горло. У трактирі на Королівському тракті Кетлін стикається з Тіріоном Ланістером і за допомогою васалів свого батька заарештовує його, звинувативши у замаху на Брана. |                                                                         |                            |                                        |             |
| 5 | Вовк та Лев (The Wolf and the Lion)                                     | Брайан Кірк                | Девід Беніофф та Ден Вайс              | 15.05.2011  |
| Тривалість — 54 хвилини Король Роберт поривається сам виступити на турнірі, але Еддард Старк відмовляє його. Григор Кліган у фінальному бою ледь не вбиває і другого противника, сіра Лораса Тирела, але його брат Сандор Кліган вступає з ним в поєдинок, захищаючи тим беззбройного сіра Лораса і король припиняє цей поєдинок. На гірській дорозі в Долину Аррен на Кетлін, Тіріона і їх супутників нападають горці-розбійники; пізніше вони прибувають в замок Орлине Гніздо, де Тіріона садять в камеру. У столиці Еддард відкрито виступає проти планів короля вбити Дейнеріс Таргарієн і залишає пост Десниці. Арія підслуховує розмову про змову проти батька. Еддард стикається з Джеймі та його гвардійцями; при цьому охоронців Еддарда вбивають, а його самого ранять списом у ногу. |                                                                         |                            |                                        |             |
| 6 | Золота корона (A Golden Crown)                                          | Деніел Мінахан Брайан Кірк | Девід Беніофф та Ден Вайс              | 22.05.2011  |
| Тривалість — 53 хвилини Роберт поновлює Еддарда на посаді Десниці і їде на полювання. У лісі біля Вінтерфелла на Брана нападають здичавілі. Роб Старк і Теон Грейджой вбивають їх; одна з нападників, здичавіла Оша, здається у полон. За морем Вісерис намагається втекти із яйцями дракона, але Джорах Мормонт не дозволяє йому це зробити. В Орлиному Гнізді Тіріон вимагає суду поєдинком; найманець Брон виграє для нього цей поєдинок, убивши свого противника. У столиці Еддард, Десниця короля, вислуховує скарги поселян на безчинства, які творили Григоро Кліган і його людьми, і посилає загін покарати Клігана, а його сюзерену Тайвіну Ланістеру — наказ з'явитися до столиці. За морем Вісерис загрожує своїй сестрі Дейнеріс, вимагаючи обіцяних йому армій і корони. Дрого вбиває Вісериса, обливши йому голову розплавленим золотом. |                                                                         |                            |                                        |             |
| 7 | Ти перемагаєш або помираєш (You Win or You Die)                         | Деніел Мінахан Брайан Кірк | Девід Беніофф та Ден Вайс              | 29.05.2011  |
| Тривалість — 59 хвилин У військовому таборі Ланістерів лорд Тайвін пояснює своєму синові Джеймі, що для них розпочата війна — справа честі. Еддард повідомляє королеві Серсеї, що знає про її зраду, і пропонує їй втечу із столиці. Король Роберт смертельно поранений на полюванні і диктує Еддарду свій заповіт. За морем Джорах Мормонт рятує Дейнеріс від замаху; Дрого клянеться вирушити в похід на Сім Королівств. На Стіні Джон Сноу приносить присягу Братства Нічного Дозору. Еддард відмовляється як здійснювати переворот на користь Ренлі, брата Роберта, так і підкоритися Ланістерам, і в тронному залі наказує заарештувати Серсею і її сина Джофрі, який незаконно зайняв трон. Мізинець і підкуплені стражники виступають на стороні королеви: убивають гвардійців Десниці і заарештовують Еддарда. |                                                                         |                            |                                        |             |
| 8 | Гострий кінець (The Pointy End)                                         | Деніел Мінахан Брайан Кірк | Девід Беніофф, Ден Вайс, Джордж Мартін | 5.06.2011   |
| Тривалість — 58 хвилин Люди королеви влаштовують різанину в башті Десниці. Сіріо Форель дає Арії можливість втекти. Серсея та її радники примушують Сансу написати своєму братові Робу лист з вимогою здатися і присягнути новому королю. Роб Старк скликає своїх прапороносців для війни з Ланістерами. У Місячних Горах Тіріон стикається з горцями-розбійниками і залучає їх на свою сторону. Кетлін, не домігшись допомоги від сестри, їде до сина. За морем дотракійці грабують місто лхазарян, кхал Дрого поранений. На Стіну привозять трупи двох супутників Бенджеміна Старка; вночі упирі оживають і намагаються вбити лорда Мормонта, але Джон Сноу захищає лорда-командувача. У тронному залі Червоного Замку мейстер Піцель зачитує перші укази нового короля; Санса просить у Джофрі милосердя по відношенню до її батька. |                                                                         |                            |                                        |             |
| 9 | Бейлор (Baelor)                                                         | Алан Тейлор                | Девід Беніофф та Ден Вайс              | 12.06.2011  |
| Тривалість — 56 хвилин Вейрис вмовляє ув'язненого Еддарда поступитися королеві і запобігти війні. Армія сіверян зупиняється біля переправи через річку Тризуб. Кетлін Старк наполягає бути парламентером на переговорах зі старим лордом Фреєм. Лорд-командувач Джіор Мормонт дарує Джону Сноу старовинний меч «Довгий Кіготь». Джон дізнається, що його брат Роб вирушив на південь з армією; мейстер Ейємон відмовляє Джона від необдуманих вчинків. За морем кхалу Дрого стає все гірше, його рана запалюється. Чаклунка Мейєга Мірра Маз Дуур обіцяє Дейнеріс врятувати кхала, вдавшись до чорної магії. Напередодні битви Тіріон проводить ніч з повією Шаєю. На початку битви Тіріона олушають молотом, і він приходить до тями тільки до її кінця. В іншому місці Роб і його кіннота повертаються з перемогою і взятим у полон Джеймі Ланістером. У столиці Арія, яка втекла із замку, стає свідком публічного зізнання свого батька Еддарда в його «злочинах». Король Джофрі наказує відрубати колишньому Десниці голову. |                                                                         |                            |                                        |             |
| 10 | Полум'я та кров (Fire and Blood)                                        | Алан Тейлор                | Девід Беніофф та Ден Вайс              | 19.06.2011  |
| Тривалість — 52 хвилини Звістка про страту Еддарда Старка приходить в Вінтерфелл, на Стіну та у військову ставку Роба Старка. Лорди Півночі і Річкових Земель проголошують Роба Королем Півночі. Тайвін Ланістер дізнається про полонення свого сина Джеймі, готується відступати і посилає Тіріона до столиці — взяти владу в свої руки. Джон Сноу, дізнавшись про страту батька, хоче втекти з Варти, але друзі перехоплюють його і змушують повернутися. Лорд-командувач Джіор Мормонт оголошує, що Дозор виступає в похід за Стіну. Вербувальник Нічного Дозору Йорен вивозить Арію Старк з міста. За морем Дейнеріс Таргарієн, прокинувшись, дізнається, що її дитина народилася мертвою, Дрого, якому чорна магія повернула життя, впав у вегетативний стан, а його кхаласар розпався. Дейнеріс душить чоловіка подушкою і сходить на його похоронне багаття. Дейнеріс виходить з багаття цілою і неушкодженою з трьома маленькими драконами на руках.                                                                      |                                                                         |                            |                                        |             |

## Другий сезон (2012)
Всього другий сезон складається з 10 серій. Екранізація книги Мартіна Битва королів.
| № | Назва                                                   | Режисер        | Сценарій                  | Дата виходу |
| --- | ------------------------------------------------------- | -------------- | ------------------------- | ----------- |
| 1 | Північ пам'ятає (The North Remembers)                   | Алан Тейлор    | Девід Беніофф та Ден Вайс | 01.04.2012  |
| Тривалість — 60 хвилин Зима наближається... Нічна Варта вирушає за Стіну на північ шукати зниклого Бенджена Старка та з’ясувати куди пішли здичавілі. Конфлікти між Старками та Ланістерами підігрівають нові чутки про короля Джофрі. Свої претензії на престол висувають брати Баратеони. Та Джофрі готовий на все, аби утримати його. Тим часом Дейнеріс тримається з останніх сил, ведучи жалюгідні залишки свого халасару через смертельну пустелю… |                                                         |                |                           |             |
| 2 | Нічні землі (The Night Lands)                           | Алан Тейлор    | Девід Беніофф та Ден Вайс | 08.04.2012  |
| Тривалість — 60 хвилин На привалі Арія спілкується з іншими рекрутами «Нічного Дозору». Тіріон розмовляє із сестрою про владу і недавніх вбивствах дітей. У червоній пустелі кінь Ракхаро повертається до Дейнеріс з відрубаною головою господаря в сідельній сумці. Теон Грейджой прибуває на рідні «Залізні Острови», але отримує там зовсім не такий прийом, на який він очікував. Давос Сиворт вмовляє пірата із Лісса Салладора Саана приєднатися до Станніса. Мелісандра спокушає Станніса. За Стіною Джон стежить за Крастером, який відніс свого новонародженого сина в ліс, і бачить, як немовля забирає один із білих ходоків. |                                                         |                |                           |             |
| 3 | Що мертве ніколи не загине (What Is Dead May Never Die) | Алік Сахаров   | Браян Когман              | 15.04.2012  |
| Тривалість — 60 хвилин Крастер повертає побитого ним же Джона дозорним; Сем дарує Джиллі перстень своєї матері. Бран розмовляє із мейстером Лювіном про магію. Кетлін прибуває в табір Ренлі Баратеона, щоб переконати його об'єднатися із її сином. У Пайку Грейджої виношують плани нападу на Вінтерфелл. У Королівській Гавані Тіріон перевіряє на лояльність членів Малої ради, для чого повідомляє мейстеру Піцелю, Вейрису і Бейлішу різні версії свого плану видати заміж принцесу Мірцеллу, при цьому дізнавшись, що Піцель доносить Серсеї його плани, він відправляє його в темницю, а Бейліша відсилає на переговори до Ренлі. Теон Грейджой пише листа Робу про плани батька, але потім спалює послання і приймає хрещення морською водою як істинний Грейджой. Йорен розповідає Арії історію своєї помсти, після чого на місце їх ночівлі нападає загін ланістерів. Йорен гине, а Арія, Джендрі, Пиріжок та інші опиняються у полоні. |                                                         |                |                           |             |
| 4 | Сад кісток (Garden of Bones)                            | Девід Петрарка | Ванесса Тейлор            | 22.04.2012  |
| Тривалість — 60 хвилин Війська Роба Старка атакують табір Ланістерів і здобувають перемогу в містечку Оскрос; обходячи поле бою, він знайомиться з дівчиною-медиком на ім'я Таліса. Джофрі знущається над Санса; Тіріон рятує дівчину і надсилає в спальню до короля двох повій, щоб той познайомився з принадами плотської любові; однак, Джофрі наказує однієї з них забити іншу до смерті. У таборі Ренлі Петір Бейліш розмовляє із самим Королем Півдня — Ренлі, Маргері Тирел та Кетлін Старк. Полонених Арью, Джендрі та інших приводять в зруйнований замок Харренхол, і тільки поява Тайвіна Ланістера рятує їх і решту ув'язнених від катувань та смерті з боку Григора Клігана і ката Щекотуна. У Штормових землях Станніс і Ренлі Баратеони проводять за посередництва Кетлін Старк невдалі переговори, де кожен вимагає від іншого схилити перед ним коліно. Дейнеріс Таргарієн прибуває до воріт міста Кварта, де Тринадцять старійшин впускають Кхалісі і її супутників у місто, під відповідальність одного з них, Ксаро Ксоана Даксоса. Тіріон залякує свого кузена Ланселя Ланістера і робить його своїм шпигуном. Станніс Баратеон наказує Давосу Сіворту відвезти Мелісандру до табору свого брата Ренлі, де вона породжує на світ чаклунську тінь. |                                                         |                |                           |             |
| 5 | Привид Гаренхолу (The Ghost of Harrenhal)               | Девід Петрарка | Девід Беніофф та Ден Вайс | 29.04.2012  |
| Тривалість — 60 хвилин Чаклунська тінь Мелісандри вбиває Ренлі, і Кетлін з Брієною, на яких падає підозра у вбивстві, змушені тікати. Всі прапороносці Ренлі — штормові лорди, крім Тирелів, схиляються перед Станнісом. У Королівській Гавані Тіріон дізнається, що алхіміки на чолі з Галіном-піромантом за наказом Серсеї готують дикий вогонь для захисту столиці. Давос вмовляє Станніса не брати Мелісандру із собою в прийдешню битву. На Залізних Островах Теон знайомиться зі своєю новою командою. У Харренхолі Арія прислуговує Тайвіну на військовій раді; пізніше Безликий Якен Хгар обіцяє їй вбити трьох людей за її вибором, і Арія вибирає першу кандидатуру — ката Щекотуна. У Кварті Дейнеріс Таргарієн знайомиться із магом Піатом Преєм, а Ксаро Ксоан Даксос пропонує їй вийти за нього заміж. Бран Старк розповідає Аші про віщий сон. На «Кулаку Перших Людей» зустрічаються два загони «Нічної Варти», один з Чорного Замку, а інший — з Сутінкової Вежі; Джон Сноу просить брата «Нічної Варти» Куорена Напіврукого взяти його із собою в розвідку. |                                                         |                |                           |             |
| 6 | Старі та нові боги (The Old Gods and the New)           | Девід Нуттер   | Ванесса Тейлор            | 06.05.2012  |
| Тривалість — 60 хвилин Теон зі своїми людьми вривається у Вінтерфелл, змушує Брана здати замок і наказує стратити полоненого ним же Родріка Касселя. За Стіною розвідник Куорен Напіврукий та його люди знаходять і знищують групу розвідників-здичавілих; здичавіла Ігрітт при цьому тікає від Джона Сноу. Джон знову ловить її, але при цьому відбивається від загону і залишається ночувати в горах разом зі своєю полонянкою. У Королівській Гавані під час проводів Мірцелли в Дорн відбувається стихійний бунт, королю Джофрі дивом вдається втекти від розлюченого натовпу, а Сандор Кліган рятує Сансу Старк від насильників. Роб знову зустрічає Талісу у своєму таборі; Кетлін застерігає сина від любовних інтрижок, нагадуючи про обов'язок одружитися за договором з однією із внучок Фрея. У Харренхолі Арія краде лист з інформацією про військові дії. Коли сір Аморі Лорх відбирає у неї цей лист, Арія змушує Якена Хгара вбити Лорха. У Вінтерфеллі Оша спокушає Теона, а потім допомагає Брану та Рікону втекти. У Кварті Дейнеріс безуспішно намагається переконати короля спецій дати їй кораблі. Після повернення в палац Ксаро Ксоана Даксоса, Дейнеріс застає страшну картину: її стража перебита, а дракони — викрадені. |                                                         |                |                           |             |
| 7 | Людина без честі (A Man Without Honor)                  | Девід Нуттер   | Девід Беніофф та Ден Вайс | 13.05.2012  |
| Тривалість — 60 хвилин Теон Грейджой виявляє зникнення Брана та Рікона Старків і вирушає за ними у погоню. За Стіною Ігрітт піддає Джона Сноу глузуванням, намагається його спокусити і нарешті остаточно втікає від нього. Доганяючи її, Джон потрапляє в руки здичавілих. У Харренхолі Тайвін розмовляє із Арією. У Карфі Дейнеріс не знає, до кого звернутися за допомогою для пошуку драконів. Ксаро Ксоан Даксос та Піат Прей влаштовують переворот, убивши інших правителів міста; Піат Прей пропонує Дейнеріс возз'єднатися зі своїми драконами у Будинку Безсмертних. У Королівській Гавані Санса виявляє у себе першу менструацію. Серсея розмовляє із нею про материнство і про свої власні пологи; пізніше Серсея та Тіріон розмірковують, як приборкати Джофрі, зробивши його характер більш покладливим. Роб Старк піддається умовлянню Таліси і їде в замок Вестерлінгів Крег у Західних землях. Джеймі Ланістер здійснює спробу втекти, при цьому він вбиває посадженого в одну клітку із ним Елтона Ланістера, а також тюремника — Торрхена Карстарка; але, його втеча виявляється невдалою. Теон повертається у Вінтерфелл із двома спаленими дитячими трупами і прилюдно вішає їх над воротами замку. |                                                         |                |                           |             |
| 8 | Принц Вінтерфеллу (The Prince of Winterfell)            | Алан Тейлор    | Девід Беніофф та Ден Вайс | 20.05.2012  |
| Тривалість — 60 хвилин Яра Грейджой з невеликим загоном прибуває у Вінтерфелл і безуспішно переконує Теона покинути замок. За Стіною Ігрітт з полоненим Джоном приєднується до загону одного з лідерів здичавілих на прізвисько Гримуча Сорочка; виявляється, що Куорен Напіврукий теж потрапив до нього в полон. У столиці Семи Королівств Тіріон, Брон та Вейрис будують плани оборони міста. Серсея вважає, що Тіріон хоче смерті Джофрі, і бере в заручниці повію, яку вважає коханкою Тіріона; однак, це Рос, з якою Біс розважався під час візиту Роберта Баратеона у Вінтерфелл і яка по приїзду в Королівську Гавань стала помічницею Мізинця в його справах, а не Шая — коханка Тіріона. Роб Старк дізнається, що його мати Кетлін відпустила Джеймі Ланістера, і наказує взяти її під варту. Таліса відвідує Роба в шатрі, і вони займаються любов'ю. Брієна з Джеймі втікають від погоні з боку сіверян-солдат по річці Тризуб. У Кварті Дейнеріс приймає рішення вирушити до Будинку Безсмертних, що б її там не чекало. У Вінтерфеллі мейстер Лювін знаходить Ошу, Брана, Рікона та Ходора, які ховаються в крипті під замком. |                                                         |                |                           |             |
| 9 | Чорнавода (Blackwater)                                  | Ніл Маршалл    | Джордж Мартін             | 27.05.2012  |
| Тривалість — 60 хвилин Флот Станніса наближається до Королівської Гавані. У місті Тіріон проводить вечір із Шаєю, мейстер Піцель дає Серсеї пляшечку з отрутою, Сандор Кліган приходить на бенкет до солдатів Ланістерів і свариться на ньому із Броном. Тривожний набат змушує захисників столиці вийти на стіни. Для флоту Станніса заготовлена пастка: корабель, навантажений «диким вогнем». Брон підпалює субстанцію «дикого вогню» запаленою стрілою, і передові кораблі Станніса охоплює полум'я, Давос при цьому падає в море. Станніс зі своїми людьми висаджується на берег і починає штурмувати ворота і стіни міста. У Червоному Замку Серсея п'є разом із Сансою та іншими благородними дамами; вона наказує повернути Джофрі в замок. Сандор Кліган очолює вилазку захисників за стіну, але вогонь лякає його, і він дезертирує. Перш ніж покинути місто, він відвідує покої Санси і пропонує їй тікати з ним, але вона відмовляється. Тіріону доводиться очолити вилазку самому; член Королівської Гвардії сір Мендон Мур невдало намагається його вбити. Серсея, перебуваючи в тронному залі, розповідає своєму синові Томмену казку, маючи намір отруїти його. Битва майже програна, але несподівано з'являється підкріплення — кіннота на чолі із Тайвіном Ланістером та Лорасом Тирелом, яка відкидає війська Станніса від міських стін. |                                                         |                |                           |             |
| 10 | Валар Моргуліс (Valar Morghulis)                        | Алан Тейлор    | Девід Беніофф та Ден Вайс | 3.06.2012   |
| Тривалість — 60 хвилин У Королівській Гавані король Джофрі нагороджує переможців і погоджується одружитися з Маргері Тирел замість Санси Старк. Тіріон оговтується від ран, його відвідують євнух Вейрис, Піцель та Шая. Брієна та Джеймі зустрічають солдат-сіверян, які впізнають царевбивцю, але Брієна вбиває їх. Кетлін намагається відмовити Роба від відносин із Талісою, але той все одно таємно вінчається з коханою. На Драконовому Камені Станніс звинувачує Мелісандру у своїй поразці, але не може вбити її. В обложеному Болтоновськими військами з Дредфорта Вінтерфеллі мейстер Лювін пропонує Теону втікати. Теон промовляє перед своїми людьми полум'яну промову, пропонуючи їм захищати замок, але ті оглушують його і відводять зв'язаним. Оша, Бран, Рікон та Ходор йдуть із спаленого Вінтерфелла на північ. У Кварті Дейнеріс, Джорах Мормонт та Коварро вирушають до Будинку Безсмертних, де Дейнеріс бачить ілюзії: Залізний Трон і Дрого з її ненародженим сином Рейєго на руках. Вона долає спокусу піддатися чарам, і за допомогою драконів спалює мага Піата Прея, а його спільника Ксаро Ксоана Даксоса із зрадницею служницею Дореєю замикає в його власній скарбниці. Арія востаннє зустрічається із Якеном Хгаром, який змінює своє обличчя і йде в невідомому напрямку. Джон Сноу вбиває Куорена Напіврукого в поєдинку і приєднується до здичавілих. Біля «Кулака Перших Людей» Сем, Грін та Скорботний Едд чують три сигнали рогу — знак наближення мерців; вони втікають, але Сем не встигає за товаришами і залишається сам на сам перед наступаючою армією мерців, під керівництвом «білих ходоків», але ті проходять мимо, не чіпаючи його. |                                                         |                |                           |             |

## Третій сезон (2013)
Всього третій сезон складається з 10 серій. Тривалістю близько 60 хвилин кожна.
Екранізація книги Мартіна Буря мечів.
| № | Назва                                                    | Режисер                   | Сценарій                  | Дата виходу |
| --- | -------------------------------------------------------- | ------------------------- | ------------------------- | ----------- |
| 1 | Валар Дохаеріс (Valar Dohaeris)                          | Деніел Мінахан            | Девід Беніофф та Ден Вайс | 31.03.2013  |
| Воїни Нічної Варти на чолі із Джіором Мормонтом після битви з Білими Ходоками відступають на південь, до Стіни. Тим часом Джон Сноу потрапляє в полон до здичавілих і знайомиться з вождями вільного народу: Королем-за-Стіною Мансом-розбійником та його соратником Тормундом. У Королівській Гавані Ланістери і Тирели торжествують перемогу; Тіріон Ланістер вимагає у батька офіційно зробити його спадкоємцем «Стрімчака Кастерлі» в подяку за захист міста, але отримує грубу відмову. Маргеріт Тирел відвідує нетрі «Блошиного Кінця» із благодійним візитом; пізніше Джофрі і королева Серсея вечеряють разом з Маргеріт та Лорасом Тирелом. Петир Бейлиш обіцяє Сансі Старк незабаром відвезти її із столиці. Давос Сиворт вижив після битви на Черноводній, і корабель Салладора Саана рятує його з безлюдного острова в Чорноводній затоці. Давос прибуває на Драконовий Камінь, щоб убити Мелісандру, але його за наказом Станніса хапають і кидають у темницю. У Річкових Землях армія Робба Старка входить в покинутий Ланістера Харренхол, де Таліса зустрічає розжалуваного з мейстерів Квіберна. На сході Дейнеріс Таргарієн та її супутники відвідують місто Астапор на березі Затоки Работорговців, щоб купити рабів-солдат — Бездоганних. Наймана дівчинка — вбивця із Кварта — намагається вбити Дейнеріс за допомогою Мантікора, але їй на допомогу приходить несподіваний рятівник — сір Баррістан Селмі. |                                                          |                           |                           |             |
| 2 | Темні крила, темні слова (Dark Wings, Dark Words)        | Деніел Мінахан            | Ванесса Тейлор            | 07.03.2013  |
| У лісах Півночі Бран Старк зустрічає нових союзників — брата Жойєна і його сестру Міру Рід; Оша не довіряє їм, але Жойєн дещо знає про сни Брана із трьохоким вороном. У Харренхол приходять чорні звістки: про спалення Вінтерфелла та про смерть батька Кетлін, лорда Ріверрана Хостера Таллі. У Королівській Гавані Маргеріт Тирел та її бабуся Оленна розпитують Сансу Старк про короля Джофрі, а Джофрі розмовляє із своєю матір'ю про Маргеріт. Маргеріт намагається спілкуватися зі своїм майбутнім чоловіком Джофрі. У Річкових Землях армія Робба рухається в Ріверран на похорон лорда Хостера Таллі; Рікард Карстарк незадоволений ходом війни, Кейтілін розповідає Таліс про своє материнство. Теон Грейджой приходить до пам'яті в похмурій катівні, де його допитують і катують, проте один із тюремників, якийсь хлопчик, що миє підлоги, обіцяє йому допомогу. У лісах Річкових Земель Арія Старк, Джендрі та Пиріжок зустрічають партизан із «Братства без Прапорів», яких очолює червоний жрець Торос із Миру. Братство захоплює в полон Сандора Клігана, і той впізнає Арію. Джеймі Ланістер та Брієна Тарт продовжують свій шлях через Річкові Землі. Джеймі вдається вихопити у Брієни меч і вступити з нею в бій, але під час поєдинку їх зненацька застає і захоплює в полон загін людей лорда Русе Болтона на чолі із Локкі.. |                                                          |                           |                           |             |
| 3 | Прогулянка покарання (Walk of Punishment)                | Девід Беніофф та Ден Вайс | Девід Беніофф та Ден Вайс | 14.04.2013  |
| У Ріверрані відбувся похорон Хостера Таллі. Брат Кетлін Едмар виправдовується перед Роббом за свої військові дії — однак йому вдалося взяти в полон двох юних представників роду Ланістерів. Таліса відвідує їх у темниці. У Королівській Гавані проходить засідання Малої ради: Мізинець залишає столицю, щоб посвататися до Лізи Арен, і замість нього майстром над монетою призначають Тіріона Ланістера. Тіріон вступає у свої нові обов'язки і користується нагодою, щоб за допомогою деяких повій віддячити своєму зброєносцю Подрику Пейну за свій порятунок в битві. За Стіною здичавілі виявляють сліди різанини на Кулаку Перших Людей, і Манс наказує Тормунду, Варгу Ореллі, Джону Сноу та Ігрітт таємно пробратися на південь, за Стіну. Поріділий загін дозорних добирається до садиби Крастера, де Джиллі народжує дитину. У Річкових Землях Арія та Джендрі розлучаються з Пиріжком. Мелісандра, незважаючи на вмовляння Станніса, покидає Драконовий Камінь. В Астапорі Дейнеріс відвідує «Шлях страждань» — набережну із розіпнутими рабами — і вислуховує думки своїх радників. Вона приймає рішення купити Бездоганних у работоргівців і пропонує їм в обмін одного зі своїх драконів. Таємничий рятівник допомагає Теону у втечі із замку, а потім вбиває його переслідувачів. Загін Локкі везе Джеймі та Брієну в Харренхол; Джеймі рятує Брієну від зґвалтування, але, спробувавши обдурити Локкі, втрачає кисть руки. |                                                          |                           |                           |             |
| 4 | Тепер його варта скінчилась (And Now His Watch Is Ended) | Алекс Грейвс              | Девід Беніофф та Ден Вайс | 21.03.2013  |
| У Річкових Землях загін Локкі продовжує свій шлях, при цьому вже Брієна підтримує покаліченого і зневіреного Джеймі. Загін Тороса добирається до печери в «Пустому пагорбі» — таємного притулку «Братства без Прапорів», де Арія та Сандор Кліган зустрічають главу Братства, лорда Берика Дондарріона. Сандор Кліган відкидає всі звинувачення Братства, але Арія нагадує про вбивство Псом сина м'ясника хлопчика Мікі (дивися перший сезон). Вейрис розповідає Тіріону історію того, як він став євнухом, і показує йому скриню з ув'язненим в ньому мучителем. Король і придворні оглядають Велику Септу Бейєлора, і Маргеріт вдається зачарувати Джофрі, що дратує королеву-матір Серсею. Серсея відвідує батька, Маргеріт Тирел спілкується із Сансою Старк; Ріс інформує Вейриса про плани Мізинця, і Вейрис вступає в змову із Тирелами. На Півночі таємничий рятівник проводжає Теона до якогось замку, запевняючи, що там його чекає сестра, але Теон опиняється в старій камері-катівні. За Стіною голодні й озлоблені дозорні вступають в конфлікт з Крастером. У бійці гине не тільки Крастер, але і лорд-командувач Мормонт. Сем та Джиллі з новонародженою дитиною біжать світ за очі. У Астапорі работоргівець Кразніс мо Наклоз шикує на площі армію Бездоганних і отримує від Дейнеріс дракона, проте дракон не підкоряється командам работорговця, а Дейнеріс за допомогою куплених рабів розправляється із работорговцями. Вона приймає колишніх рабів на службу вже як вільних людей і виступає з міста на чолі потужної армії. |                                                          |                           |                           |             |
| 5 | Поцілована вогнем (Kissed by Fire)                       | Алекс Грейвс              | Браян Когман              | 28.04.2013  |
| Берик Дондарріон піддає Сандора Клігана суду поєдинком. Кліган вбиває Берика, але Торос із Миру повертає главу Братства з того світу. Загін Локкі прибуває у Харренхол і передає Джеймі та Брієну Русе Болтону, який поводиться з бранцями як із гостями. Квіберн оперує обрубок руки Джеймі; пізніше в лазні Джеймі розповідає Бриєні, як і чому вбив короля Ейєріса Божевільного. За Стіною Джон Сноу свариться з Ореллом і займається любов'ю із Ігрітт в печері, порушивши присягу «Нічної Варти». У Ріверрані лорд Рікард Карстарк віроломно вбиває полонених хлопчиків-зброєносців із роду Ланістерів, і Робб Старк вважає своїм обов'язком стратити вбивцю, що і відбувається. Так як обурені солдати Карстарка покидають армію Робба, Робб вирішує відновити порушений союз із Волдером Фреєм. На Драконовому Камені Станніс Баратеон відвідує свою сім'ю: дружину Селісу Флорент з дочкою Ширен. У «Затоці Работорговці» армія Дейнеріс рухається на північ; Джорах Мормонт і Баррістан Селмі сваряться. Бездоганні вибирають зі своїх лав командира по імені Сірий Хробак. У Королівській Гавані Лораса Тирела спокушає чоловік-жиголо Олівар, агент Мізинця; Тіріон Ланістер зустрічається із леді Оленою Тирел і домовляється про грошовий внесок Тирелів у весілля Джофрі з Маргеріт. Лорд Тайвін оголошує Тіріону та Серсеї про свій намір укласти два династичних шлюби: Серсеї із Лорасом Тирелом та Тіріона із Сансою Старк. |                                                          |                           |                           |             |
| 6 | Підйом (The Climb)                                       | Алік Сахаров              | Девід Беніофф та Ден Вайс | 05.05.2013  |
| За Стіною Сем та Джиллі продовжують свою небезпечну подорож через «Зачарований ліс». На Півночі Оша і Мира сваряться, а Жойєн розповідає Брану про віщий сон, в якому він бачив Джона Сноу. У Річкових Землях соратник Тороса, Енгай-лучник, навчає Арію стрільби із лука; Мелісандра разом з солдатами Станніса добирається до притулку Братства і успішно пропонує Беріку та Торосу золото в обмін на Джендрі, а також робить Арії пророкування. У підземеллях замку на Півночі таємничий «рятівник» Теона Грейджоя перетворюється на ката і змушує бідного брата Аши грати із ним в «угадайку». У Ріверрані Робб домовляється із синами Волдера Фрея Кульгавим Лотаром та Чорним Волдером про відновлення союзу: їх батько готовий відновити союз, але тільки в тому випадку, якщо Едмур Таллі одружиться з однією із дочок лорда Переправи. Русе Болтон обідає з Джеймі та Брієною; він не збирається повертати Джеймі королю Роббу і має намір відпустити полоненого в Королівську Гавань до батька. У Королівській Гавані леді Оленна заперечує проти пропозиції Тайвіна видати Серсею за Лораса, але здається, коли Тайвін погрожує ввести Лораса у Королівську Гвардію і тим самим залишити будинок Тирелів без спадкоємця. Тіріон повідомляє Сансі, яка мріє про Лораса, що її чоловіком стане він сам. Вейрис зустрічається із Мізинцем в тронному залі, і Мізинець повідомляє своєму одвічному суперникові, що залишився господарем становища: Рос віддана на розправу королю Джофрі, що і відбувається. Джон Сноу, Тормунд та Ігрітт підіймаються на верх Стіни. |                                                          |                           |                           |             |
| 7 | Ведмідь та чарівна діва (The Bear and the Maiden Fair)   | Майкл Макларен            | Джордж Мартін             | 12.05.2013  |
| На Півночі здичавілі йдуть пусткою до Чорного замку; роман Джона Сноу та Ігрітт триває. У Ріверрані Таліса повідомляє Роббу, що вагітна. У Королівській Гавані Санса та Маргеріт, а паралельно з ними Тіріон та Брон, обговорюють майбутній шлюб Тіріона та Санси. Тайвін зустрічається із королем Джофрі в тронному залі. На шляху по річці повз Королівську Гавань Мелісандра повідомляє Джендрі, що він — бастард Роберта Баратеона. У Річкових Землях Арія тікає від «Братства без Прапорів» і потрапляє в руки Сандора Клігана. У «Затоці Работорговців» Дейнеріс і її армія виходять до іншому місту работорговців, Юнкаю. Юнкайський посол пропонує Дейнеріс кораблі та золото, а вона висуває йому ультиматум — відмовитися від рабства. У підземеллях замку на Півночі дві молоді дівчини доглядають за Теоном Грейджоєм, роздягаються і пестять бранця, але їх господар, таємничий мучитель вривається в камеру, б'є і каструє Теона ножем. Бран і його супутники рухаються до Стіни; Оша розповідає історію свого життя і висловлює недовіру до «чорної магії» Жойєна Ріда. Джеймі Ланістер і Русе Болтон покидають Харренхол — перший їде в Королівську Гавань, другий на весілля дядька Робба, Едмура Таллі. Однак Локкі, що залишився в Харренхолі господарем, утримує у себе Брієну і, заради розваги, випускає її в яму-арену для поєдинку із ведмедем. Джеймі повертається в замок і рятує дівчину, зістрибнувши на арену. |                                                          |                           |                           |             |
| 8 | Молодші сини (Second Sons)                               | Майкл Макларен            | Девід Беніофф та Ден Вайс | 19.05.2013  |
| У Річкових Землях Сандор Кліган та Арія їдуть берегом Червоного Зубця, прямуючи в замок Фреїв Близнюки, де мають знаходитися брат і мати Арії. У «Затоці Работорговців» в місті Юнкаї з'являються союзники работоргівців — найманий загін Молодших Синів. Дейнеріс викликає їх командирів — Меро, Прендаля на Гхезна та Дааріо Наахаріса — на переговори, проте зарозумілий капітан Меро відмовляється перейти на службу до Дейнеріс. У себе в таборі найманці кидають жереб, хто з них вб'є Дейнеріс. Дааріо проникає в табір Дейнеріс і пред'являє їй відрубані голови своїх товаришів, заявивши, що тепер на її стороні. На Драконовому Камені Давос за допомогою Ширен вчиться читати, а Станніс звільняє його з темниці. Мелісандра спокушає Джендрі і тут же проводить чаклунський обряд з п'явками, і Станніс кидає їх у вогонь, називаючи імена «узурпаторів», яких він за обрядом проклинає: Робба Старка, Бейлона Грейджоя та Джофрі Баратеона. У Королівській Гавані відбувається весілля Тіріона та Санси Старк. На весільному бенкеті Тіріон прикидається п'яним, але навідріз відмовляється проводити фривольну церемонію проводів молодих в спальню, а заодно і вступає у конфлікт із Джофрі; в підсумку вони із Сансою сплять у різних ліжках. Сем та Джиллі з новонародженою дитиною ночують в покинутій хатині, і Сему вдається вбити Білого Ходока, який прийшов за дитиною, обсидіановим ножем Перших Людей із загадкового скарбу, виявленого людьми Джіора Мормонта. |                                                          |                           |                           |             |
| 9 | Дощі Кастамере (The Rains of Castamere)                  | Девід Нуттер              | Девід Беніофф та Ден Вайс | 02.06.2013  |
| Робб з армією прибуває в Близнюки і, зустрівшись з Волдером Фреєм, приносить йому публічні вибачення. Едмур Таллі знайомиться з нареченою Рослін Фрей, внучкою лорда Переправи. Сем та Джиллі добираються до Стіни. Загін Тормунда у районі Дара за наполяганням Ореллі вимагає від Джона Сноу вбити схопленого ними мирного жителя, довівши тим самим свою вірність, однак Джон він не наважується зробити це. Тормунд та його люди нападають на Джона і Ігрітт. До них на допомогу приходить лютововк Літо під управлінням Брана, який сховався неподалік, і у якого несподівано відкриваються здатності Варга. У результаті бійки, Джон смертельно ранить Ореллі, але той за мить до смерті встигає переметнутися в тіло свого орла. Скочивши на коня, Сноу втікає, залишивши Ігрітт одну. Бран приймає рішення розділитися і відправляє Рікона, лютоволка Лохматіка та Ошу в замок Амберів "Останнє Вогнище. З дозволу Дейнеріс, Даарріо Нахаріс разом з Мормонтом та Сірим Хробаком здійснює вилазку у Юнкан і перебивши варту змушує місто капітулювати. «Червоне Весілля» в Близнюках виявляється підступною пасткою Тайвіна Ланістера, яка полягала в тому, щоб переманити на свій бік Фрееїв та Русе Болтона. У самий розпал торжества, солдати Фрея та Болтона зрадницьки нападають на гостей, в результаті чого гине вагітна Таліса від руки Лотара Фрея, а Кетлін Старк гине від руки Чорного Волдера. Робб Старк був поранений фреївськими лучниками і гине від руки самого Болтона, лютововк Сірий Вітер, замкнений на псарні, теж гине від стріл лучників і майже вся армія сіверян була знищена. Арія з Сандором Кліганом прибуває в Близнюки у момент різанини. Арія намагається втекти, але Сандор оглушає її і везе геть. |                                                          |                           |                           |             |
| 10 | Міса (Mhysa)                                             | Девід Нуттер              | Девід Беніофф та Ден Вайс | 09.06.2013  |
| Арія і Сандор Кліган покидають Близнюки, де триває різанина, вбивають солдатів, які зберегли вірність Роббу, возять на коні труп Короля Півночі з пришитою головою лютововка. Згодом на дорозі Арія зустрічає декількох фреївських солдатів, які брали участь в знущанні над трупом Робба, і заколює їх. У Королівській Гавані Ланістери торжествують, дізнавшись про загибель Старків; Джофрі намагається перечити лорду Тайвіну, але той ставить малолітнього короля на місце. У Близнюках Волдер Фрей заявляє, що з підтримкою Тайвіна Ланістера йому нема кого боятися, а Русе Болтон розкриває особистість мучителя Теона: це Рамсі Сноу, бастард лорда Болтона. На Півночі Рамсі дає Теону нове ім'я, «Вонючка». На залізних островах Бейлон Грейджой, отримавши від Рамсі посилку з відрубаним пенісом сина, заявляє, що для нього Теон мертвий; проте сестра Теона Яра не підкоряється батькові і збирає воїнів, щоб вирушити на схід і врятувати брата. Біля Стіни Бран та його супутники ночують в руїнах одного із замків Нічного Дозору, твердинею Ночі; Бран розповідає супутникам про привидів, але замість привидів вони зустрічають Семвелла Тарлі та Джиллі з дитиною, які пройшли через тунель під Стіною. Бран, Ходор та Ріди вирушають в дорогу до трьохокого ворона за Стіну, тоді як Оша та Рікон розлучаються з ними. Ігрітт наганяє Джона Сноу і стріляє по ньому з лука, але пораненому Джону все ж вдається дістатися до Чорного Замку. На Драконовому Камені Давос Сіворт дізнається, що Станніс та Мелісандра збираються спалити Джендрі заживо, і влаштовує йому втечу. За це Станніс засуджує Давоса до смерті, але тривожний лист від Нічного Дозору змушує його скасувати свій наказ і задуматися про нову війну — на півночі. Джеймі Ланістер разом з Брієною добираються до Королівської Гавані. Біля воріт Юнкая Дейнеріс зустрічається з натовпом звільнених рабів, які схиляються перед нею, називаючи «Місою» — Матір'ю. |                                                          |                           |                           |             |

## Четвертий сезон (2014)
Всього четвертий сезон складається з 10 серій. Тривалістю близько 60 хвилин кожна. Сезон є екранізацією останньої третьої частини книги «Буря Мечів», а також використовуються деякі глави книг «Бенкет круків» та «Танець з Драконами».

## П'ятий сезон (2015)
Всього п'ятий сезон складається з 10 серій. Тривалістю близько 60 хвилин кожна. Сезон є екранізацією книг «Бенкет круків» та «Танець з драконами», а також деяких завершальних глав книги «Буря мечів» письменника Джорджа Р. Р. Мартіна.
| № | Назва                                                      | Режисер         | Сценарій                  | Дата виходу |
| --- | ---------------------------------------------------------- | --------------- | ------------------------- | ----------- |
| 1 | Прийдешні війни (The Wars to Come)                         | Майкл Словіс    | Девід Беніофф та Ден Вайс | 12.04.2015  |
| У флешбеці фільму відьма відкриває Серсеї її незавидну долю. Після похорону батька Серсея відчитує Джеймі за звільнення Тіріона, а їх кузен Лансель повертається у столицю релігійним фанатиком. У Пентосі зневірений Тіріон погоджується супроводжувати Вейриса до Міерина, щоб підтримати претензії Дейнеріс на трон. У Міерині повсталі «Сини Гарпії» вбивають «бездоганного», а Хіздар зо Лорак та Дааріо Нахаріс намагаються переконати Дейнеріс знову відкрити бійцівські ями. Замкнені в підземеллі дракони лютують і пускають вогонь на Дейнеріс, коли вона приходить їх відвідати. У Долині Мізинець віддає Роберта Аррена під турботу Будинки Ройсів, а сам із Сансою прямує на північ, їх караван проходить повз Брієну Тарт та Подрика Пейна. На Стіні Станніс хоче, щоб здичавілі брали участь з ним у війні проти Русе Болтона. Джон Сноу не зміг переконати їх ватажка Манса-розбійника схилити коліно перед Станнісом, і той наказує спалити Манса заживо. |                                                            |                 |                           |             |
| 2 | Дім чорного та білого (The House of Black and White)       | Майкл Словіс    | Девід Беніофф та Ден Вайс | 19.04.2015  |
| Арія Старк, шукаючи Якена Х'гара, прибуває у Браавос, і її приймають послушницею в храм багатоликого бога — "Дім чорного та білого». Серсея доказує брату, що їх дочка Мірцелла в небезпеці, і відправляє його за нею в Дорн; Джеймі наймає Брона для подорожі у Дорн, тим самим позбавляючи його від заручин із недоумкуватою Лоліс. Подрик Пейн у таверні впізнає Мізинця і Сансу, де вони відпочивали; Брієна Тарт намагається переконати Сансу у своїй вірності матері Санси — Кетлін Старк і пропонує їй свій захист, але Санса її прохання відкидає. Мізинець посилає своїх людей вбити Брієну, але вона сама їх убиває. Станніс умовляє Джона Сноу покинути «Нічну Варту» і перейти до нього на службу, за що обіцяє благородне ім'я Старків і Вінтерфелл, але Джон відмовляється; Семвелл висуває кандидатуру Джона на посаду лорда-командувача «Нічної Варти», і Сноу обирають 998-м лордом-командувачем «Нічної Варти» за допомогою вирішального голосу Мейстера Ейємона. Дейнеріс стикається із безладами після її рішення стратити колишнього раба, який самовільно вбив захопленого члена «Синів Гарпії», перш ніж йому дали шанс справедливого суду; «бездоганні» відводять її у безпечне місце. Дракон Дрогон знову з'являється, коли Дейнеріс знаходиться на вершині цитаделі, роздивляючись Міерин, і тут же відлітає у невідомому напрямку. |                                                            |                 |                           |             |
| 3 | Верховний Горобець (High Sparrow)                          | Марк Майлод     | Девід Беніофф та Ден Вайс | 26.04.2015  |
| Маргері, тільки-но вийшовши заміж за Томмена, починає маніпулювати ним, бажаючи відправити Серсею в «Стрімчак Кастерлі». Бейліш везе Сансу Старк на північ у Вінтерфелл, щоб укласти союз із Русе Болтоном через шлюб з його сином Рамсі; Санса об'єднається із Болтоном в утриманні Півночі, а Бейліш вже натякає на те, що союз між Північчю і Долиною може знищити королівство. Джон Сноу відмовляється від пропозиції Станніса, і Станніс направляє свою армію на Вінтерфелл; плануючи через завоювання Вінтерфелла і Півночі завоювати престол Вестеросу в Королівській Гавані. В Чорно-Білому Домі Арії велять позбутися всіх особистих речей і забути своє минуле, але вона зберігає свій меч «Голку», заховавши його в купі каменів. У Чорному Замку сіра Аллісера призначають Першим Розвідником; Янос Слінт відмовляється вирушати перебудовувати замок Сірий Страж, і Сноу особисто карає його на смерть за невиконання наказу. Лансель знаходить Верховного Септона («Верховного Горобеця») в борделі Мізинця, у ситуації, яка його компрометує; щоб скомпрометувати Маргері, Серсея вирішує звернутися до «Верховного Горобеця». Прибувши у Волантіс, Тіріон відвідує бордель де його викрадає Джорах Мормонт. |                                                            |                 |                           |             |
| 4 | Сини Гарпії (Sons of the Harpy)                            | Марк Майлод     | Дейв Гілл                 | 03.05.2015  |
| Горобці арештували Лораса Тирела, через це Маргері охоплює лють, вона жаліється Томмену, звинувачуючи при цьому Серсею, але Томмен виявляється занадто слабким правителем, щоб організувати звільнення брата своєї дружини. Мелісандра намагається спокусити Джона Сноу в спробі переконати його йти із Станнісом на Вінтерфелл. У крипті Вінтерфелла Бейліш сповіщає Сансу, що Серсея викликала його до Королівської Гавані. Перед від'їздом він намагається розвіяти побоювання Санси щодо її нареченого Рамсі Болтона, кажучи їй, що Станніс переможе Болтонів і врятує її. Брон і Джеймі потайки проникають у Дорн, і вбивають чотирьох вершників, які наткнулися на них. Піщані Змійки дізнаються від морського капітана, що Джеймі прибув у Дорн за Мірцеллою; Елара переконує їх помститися за смерть Оберіна, викравши Мірцеллу перш ніж Джеймі втрутиться. Сір Джорах Мормонт планує отримати прощення Дейнеріс, привівши до неї Тіріона. У Міерині Хіздар-зо-Лорак знову просить Дейнеріс відкрити бійцівські ями; Сини Гарпії влаштовують засідку на патруль Бездоганних, в результаті їх командир Сірий Хробак отримує важке поранення, а Баррістан Селмі гине. |                                                            |                 |                           |             |
| 5 | Убий хлопця (Kill the Boy)                                 | Джеремі Подесва | Браян Когман              | 10.05.2015  |
| Брієна Тарт із Подриком Пейном зупиняються у готелі недалеко від Вінтерфелла і просять передати повідомлення Сансі, яка у Вінтерфеллі зустрілася із Вонючкою, раніше Теоном Грейджоєм. Рамсі змушує Вонючку вибачитися перед Сансою за вбивство її молодших братів. На Стіні, Тормунд Смерть Велетнів приймає союз із Нічним Дозором, в обмін на поселення його народу на південь від Стіни. Він каже Джону, що більшість здичавілих вирушило у Суворий Дім, і що Джон повинен буде поїхати із ним, щоб умовити здичавілих, на що Джон погоджується. Пізніше, армія Станніса виступає на Вінтерфелл, разом із Селісою і її дочкою Ширен. В Міерині, Сірий Черв'як відпочиває після поранення під наглядом Міссандеї. Дейнеріс згодовує живцем одного із дворян своїм драконам, Вісеріону та Рейгалю, в помсту за смерть сіра Баррістана, і багатьох інших ув'язнює, але погоджується відкрити бійцівські ями і вийти заміж за Хіздара-зо-Лорака, щоб добитися миру у Міерині. У морі, Тіріон і Джорах пливуть через Валірію. Вони бачать, як Дрогон пролітає над ними, перш ніж на них нападає група кам'яних людей. Їм вдається втекти, але Джорах сам захворює сірою хворобою, хоча тримає це в секреті. |                                                            |                 |                           |             |
| 6 | Нескорені, незламні, непохитні (Unbowed, Unbent, Unbroken) | Джеремі Подесва | Браян Когман              | 17.05.2015  |
| Якен відводить Арію в зал під храмом, де зберігалися обличчя всіх людей, які померли у храмі. Джеймі і Брон добираються до Водних Садів, де знаходять Мірцеллу і намагаються її забрати із собою. На них нападають Піщані Змійки, але дорнійські гвардійці швидко припиняють бій. Джорах і Тіріон потрапляють у полон до работорговців, яких Тіріону вдалося переконати відвезти їх в бійцівські ями в Міерині, так як Джорах був хорошим воїном. Петир зустрічається із Серсеєю і повідомляє їй, що Русе Болтон планує видати Сансу заміж за Рамсі, ця звістка розлютила Серсею. Петир переконує її дозволити йому очолити лицарів Долини в поході на Вінтерфелл, щоб знищити і Болтона і Станніса, в обмін просячи назвати його Хранителем Півночі. Леді Оленна прибуває у Королівську Гавань і попереджає Серсею, що арешт Лорас поставив союз Тирелів з короною на грань розпаду. На святому дізнанні Лорас і Маргері стверджують, що немає ніяких доказів того, що Лорас є гомосексуалом. Однак, після цього приводять Олівара і він дає свідчення проти них, Лораса буде передано суду, в той час як Маргері заарештовують за брехню на суді. У Вінтерфеллі, Санса виходить заміж за Рамсі, який завершує їх одруження тим, що ґвалтує її в присутності Вонючки. |                                                            |                 |                           |             |
| 7 | Дарунок (The Gift)                                         | Мігель Сапочник | Девід Беніофф та Ден Вайс | 24.05.2015  |
| Джон вирушає до Суворого Дому разом із Тормундом і декількома розвідниками. Мейстер Ейємон вмирає незабаром після цього. На Джиллі нападають двоє братів, але Сем заступається за неї, за що був жорстоко побитий, і Джиллі піклується про нього, після чого вони займаються любов'ю. Санса просить Вонючку допомогти їй втекти із Вінтерфелла, але замість цього він повідомляє про це Рамсі, той здирає шкіру із старої леді, від якої Санса дізналася про сигнал у старій вежі. У таборі армії Станніса, Мелісандра просить дозволу принести Ширен в жертву; Станнісу це огидно і він відмовляється. Джорах і Тіріон продані рабами Еззану-зо-Каггазу. Їх привели в бійцівські ями; після перемоги над іншими рабами, Джорах розкриває своє обличчя Дейнеріс, і сказав що він привів їй Тіріона Ланістера як подарунок. Мірцелла запитує Джеймі навіщо він прийшов її рятувати, коли вона хоче вийти заміж за Трістана. Тієна говорить Брону, що вона його отруїла. Вона дає йому протиотруту після того, як він назвав її найкрасивішою жінкою у світі. Верховний Горобець відмовив леді Олені у вимозі звільнити Лораса і Маргері. Пізніше, Верховний Горобець говорить Серсеї, що він знає про її стосунки із Ланселем і ув'язнює її в камеру септи. |                                                            |                 |                           |             |
| 8 | Суворий Дім (Hardhome)                                     | Мігель Сапочник | Девід Беніофф та Ден Вайс | 31.05.2015  |
| Серсея відмовляється покаятися в своїх гріхах. Квіберн повідомляє їй про те, що мейстер Піцель послав за її дядьком Ківаном, запропонувавши йому посаду Правиці короля, і що «робота триває». Арія вживається в роль Лани — торговки устрицями. Якен наказує їй дізнатися все про чоловіка, який торгує страховками на корабельні рейси, а потім отруїти його. Оллі запитує Сема чому Джон довіряє здичавілим, на що Сем відповідає, що у нього немає вибору; в іншому випадку у них не буде шансу битися проти армії мерців. Санса запитує Вонючку чому він розповів Рамсі про її плани втечі, на що він каже, що втекти їй від Рамсі не вдасться. Він в кінцевому рахунку розкриває, що не вбивав її молодших братів, а лиш інсценував їх смерть. Рамсі пропонує своєму батькові йти на Станніса і просить двадцять добрих воїнів для вилазки в табір противника. У Міерині, Тіріону вдається переконати Дейнеріс пощадити життя Джораха і вигнати його знову, на що вона погодилася. Джорах, після цього, повертається до Еззана і просить дозволу битися в бійцівських ямах. Дейнеріс приймає Тіріона у свою раду. Після прибуття в Суворий Дім, Джону і Тормунду вдається переконати близько п'яти тисяч здичавілих піти з ними, показуючи при цьому їм «драконове скло» і пропонуючи землі на південь від Стіни. Несподівано, на Суворий Дім нападає армія упирів, і Джон та інші розвідники допомагають здичавілим захищати його. Білий Ходак атакує Джона, але був вбитий мечем Джона із валірійской сталі. Коли Джон із розвідниками і здичавілими відпливають від берега, вони бачать як Король Ночі воскрешає вбитих здичавілих, які повстають з мертвих як упирі |                                                            |                 |                           |             |
| 9 | Танець драконів (The Dance of Dragons)                     | Девід Наттер    | Девід Беніофф та Ден Вайс | 07.06.2015  |
| У самий розпал снігової бурі, табір Станніса був атакований людьми Рамсі, які знищили всі його продовольчі припаси і повбивали коней. Мелісандра переконує Станніса, що їм потрібно принести жертву королівської крові, щоб дістатися до Вінтерфелла і перемогти, і цією жертвою має бути його дочка, на що Станніс противиться, але згодом погоджується принести в жертву принцесу Ширен, спалюючи її заживо на вогнищі, в той час як вона відчайдушно волає до своїх батьків про порятунок. Джон і здичавілі повертаються на Стіну, де їх прихід викликає велике невдоволення в середовищі «Нічної Варти». У Дорні, Принц Доран погоджується з тим, що Джеймі може повернутися в Королівську Гавань із Мірцеллою, за умови, що Трістан буде супроводжувати їх, і візьме участь у роботі Малої Ради замість Оберіна. У Міеріні, бої в бійцівських ямах поновлюються, і Дейнеріс шокована, побачивши Джораха, який б'ється, щоб отримати її прощення. Хоча він б'ється успішно, його перемога перервана запеклою атакою «Синів Гарпії», які швидко оточують Дені і її прихильників. Коли надія на порятунок здається втраченою, прилітає дракон Дрогон, і Дейнеріс піднявшись на дракона, відлітає з Міеріна. Її прихильники і вороги дивляться із захопленням і острахом їй услід. |                                                            |                 |                           |             |
| 10 | Милосердя матері (Mother's Mercy)                          | Девід Наттер    | Девід Беніофф та Ден Вайс | 14.06.2015  |
| Сем, Джиллі та її дитина їдуть у Староміс, де Сем буде вчитися на Мейстера. Дружина Станніса Селіса повісилася, половина його війська залишає його; Станніс переможений Болтоном і згодом був убитий Брієною. Мелісандра біжить у Чорний Замок. Санса втікає зі своєї кімнати, але була спіймана Мірандою. Вонючка вбиває Міранду і зістрибує з Сансою зі стіни замку у глибокий сніг, щоб втекти з Вінтерфелла. Серсея кається у гріхах перелюбу із Ланселем, і її змушують пройти голою від Септи до Червоного Замку, люди насміхаються над нею, плюють і кидають брудом. У замку її зустрічають члени Малої Ради, і Квіберн представляє нового члена Королівської гвардії. Джеймі, Мірцелла, Брон і Трістан відпливають із Дорна. Мірцелла говорить Джеймі, що знає про те, що вона його дочка, і вмирає від отрути, даної Еларою. Арія проникає в бордель і вбиває сіра Мерина. Якен приймає отруту і вмирає, щоб сплатити данину багатоликому Богу за життя, вкрадене Арією, Арія сліпне. Вейрис прибуває в Міерін, щоб правити містом разом із Тіріоном, Сірим Хробаком та Міссандеєю, в той час як Дааріо та Джорах шукають віднесену драконом Дейнеріс, яка тим часом, натрапила на дотракійський кхаласар. У Чорному Замку, група братів, включаючи Аллісера Торне та Оллі, піднімають заколот проти Джона, наносячи йому кожен по одному удару кинджалами і залишають його, пораненого, вмирати на землі. |                                                            |                 |                           |             |

## Шостий сезон (2016)
Всього шостий сезон складається з 10 серій. Він є екранізацією частин книг «Бенкет круків» та «Танець з драконами», які не ввійшли у попередні сезони, а також першої половини чорнового варіанту книги «Вітри зими», письменника Джорджа Р. Р. Мартіна, написаного до сценаріїв шостого сезону.
| № | Назва                                            | Режисер         | Сценарій                     | Дата виходу |
| --- | ------------------------------------------------ | --------------- | ---------------------------- | ----------- |
| 1 | «Червона жінка» («The Red Woman»)                | Джеремі Подесва | Девід Беніофф та Ді Бі Вайсс | 24.04.2016  |
| Джон Сноу мертвий, а Нічна Варта розділена на два ворожі табори. Скориставшись ситуацією, сір Аллісер Торн збирає раду і бере владу у свої руки. Сір Давос знаходить тіло Джона і разом з небагатьма однодумцями відмовляється приєднатися до змовників, закрившись в трапезній залі. Торн дає їм час до заходу сонця, щоб обміркувати умови здачі, вони ж сподіваються на підтримку «Червоної Жриці» і лютововка Примари, одночасно відправивши Скорботного Едда за допомогою до «здичавілих». Санса і Теон рятуються в зимовому лісі від погоні, надісланої Рамсі Болтоном. Вершники з гончими наздоганяють їх, але раптово на виручку до них приходить Брієна Тарт. Вона перебила за допомогою Подрика людей Болтона і принесла Сансі клятву вірності. Джеймі прибуває в Королівську Гавань з тілом Мірцелли, і Серсея розуміє, що пророцтво Мейєги збувається. В Дорні Елара Сенд та її «Піщані Змійки» віроломно вбивають принца Дорана Мартелла і його сина Трістана. Схоплену в горах Дейнеріс приводять до Кхала Моро, який спочатку хоче зробити її своєю наложницею, але дізнавшись, що вона — вдова Кхала Дрого, вирішує відвезти її у Вейс Дотрак, де овдовілі кхалісі повинні доживати свої дні. Покарана сліпотою Арія жебракує на вулицях Браавоса, підслуховуючи розмови перехожих і піддаючись побоям з боку Бродяжки. |                                                  |                 |                              |             |
| 2 | «Додому» («Home»)                                | Джеремі Подесва | Дейв Гілл                    | 01.05.2016  |
| У печері Бладрейвена Бран в своїх мріях бачить Вінтерфелл і юність свого батька Еддарда Старка, який тренується у дворі зі своїм братом Бендженом. Після появи Ліани і її розмови з юним Ходором, Трьохокий Ворон раптово перериває бачення. Мира втомлюється сидіти зовні склавши руки, поки Бран навчається. Принижена побоями Бродяжки Арія успішно проходить жорстокі випробування, і незабаром Якен забирає її назад у Чорно-Білий Дім. У Чорному Замку обложені прихильники Джона Сноу готуються до останнього бою, але раптова поява «здичавілих» і Велетня змушує здатися прихильників сіра Торна, якого разом з однодумцями кидають в камеру. Волден Фрей народжує хлопчика, і Рамсі по-зрадницькому вбиває свого батька Русе Болтона, а потім згодовує собакам Волден Фрей та її дитину. Ставши, таким чином, Хранителем Півночі, він розпоряджається повідомити союзникам про смерть батька «від отруєння». Брієна говорить Сансі, що Арія більше всього ще жива. В септі біля тіла Мірцелли Верховний Горобець розмовляє з роздратованим Джеймі Ланістером, зумівши його заспокоїти. Серсеї так і не дозволяють попрощатися з донькою, але Томмен потім приходить до неї і просить вибачення. Після знищення Синами Гарпії військового флоту Міеріна, Тіріону приходить в голову геніальна думка випустити з підземелля драконів Рейгаля та Вісеріона. У родовому замку Грейджоя «Пайку» Верховний лорд Залізних островів Бейлон Грейджой відчитує Яру, погрожуючи позбавити її права на Залізний Трон, але на підвісному мосту його скидає в прірву молодший брат — Еурон «Вороняче Око». Червона жриця Мелісандра намагається воскресити Джона Сноу, спочатку безуспішно, але коли вона, зневірившись, залишає трапезну залу, лорд-командувач раптово відкриває очі. |                                                  |                 |                              |             |
| 3 | «Клятвопорушник» («Oathbreaker»)                 | Деніел Сакгейм  | Девід Беніофф та Ден Вайс    | 08.05.2016  |
| Мелісандра безуспішно розпитує воскреслого Джона Сноу про те, що він бачив на тому світі. Дейнеріс прибуває в Вейс Дотрак і знайомиться зі вдовами Кхала, поки її долю вирішує дотракійська рада. Стара вдова з Дош Кхаліна запевняє Дейнеріс, що вона порушила їхні звичаї і якщо пощастить її залишать живою. Подорожуючи з Трьохоким Вороном в минуле, Бран бачить бій біля Вежі Радості, і дізнається, що юний Еддард Старк здобув тоді перемогу над сиром Артуром Дейном — найкращим мечником Семи Королівств — за допомогою підлості. Пливучи з Джиллі на кораблі, Сем зізнається їй, що замість Староміста, де сам буде вчитися на Мейстера, він хоче залишити її з дитиною в своєму родовому замку на піклування матері. Томмен розмовляє з Верховним Горобцем про богів, запевняючи останнього в правильності своїх вчинків. Серсея і Джеймі в супроводі Григора Клігана відвідують Малу Раду, але його члени відмовляються їх прийняти і в знак протесту залишають зал засідань. Мейстер Квіберн підгодовує «пташок» Вейриса, бажаючи поставити їх на службу Серсеї. Прощена Арія знову тренується в Чорно-Білому Домі, навчаючись бути «Ніким», і незабаром Якен Хгар повертає їй зір. Допитавши заарештовану спільницю Синів Гарпії і пообіцявши їй свій захист, Вейрис дізнається, що змовників фінансують рабовласники Юнкая, Астапора і Волантіса. На раді Сірий Черв'як пропонує вирушити в похід на ці міста, але обережний Тіріон віддає перевагу дипломатії перед війною. У Вінтерфеллі Рамсі отримує подарунок від одного з союзників, Молодшого Джона Амбера — захоплених в заручники Рікона Старка і Ошу, а також голову убитого лютововка Рікона — Лохматика. Повернувши собі владу Джон Сноу безжально карає змовників, але раптово відрікається від Нічної Варти і збирається покинути Чорний Замок. |                                                  |                 |                              |             |
| 4 | «Книга Невідомого» («Book of the Stranger»)      | Деніел Сакгейм  | Девід Беніофф та Ден Вайс    | 15.05.2016  |
| Санса в супроводі Брієни і Подрика прибуває в Чорний Замок і вмовляє Джона на чолі війська «здичавілих» атакувати Вінтерфелл. Її наміри були несподівано підтримані посланням Рамсі, в якому міститься відкритий виклик Джону. З листа стає зрозуміло, що в руках Болтона знаходиться Рікон Старк. Рамсі погрожує не тільки зруйнувати Вінтерфелл, поглумитися над Сансою і вбити Рікона, а й знищити всіх «здичавілих», яких Джон провів через стіну на південь. У Королівській Гавані Серсея і Джеймі не без зусиль знаходять спільну мову з Оленою Тирел, і переконують її об'єднатися проти Верховного Горобця, який тримає в темницях її онуків — Маргеріт та Лораса. Теон Грейджой повертається додому, де дізнається про вбивство батька і клянеться у вірності сестрі Ярі, яка збирається претендувати на корону Залізнороджених. У відсутності Дейнеріс Тіріон запрошує на переговори лідерів Юнкая, Астапора та Волантіса. Не схвалюючи його дипломатичних зусиль, Міссандея та Сірий Черв'як знехотя допомагають йому в цьому. У Вінтерфеллі Оша безуспішно намагається завоювати довіру Рамсі, їй це не вдається і вона гине від його кинджала. Пробравшися в Дош Кхалін Джорах Мормонт і Дааріо Нахаріс намагаються викрасти Матір Драконів, але Дейнеріс відмовляє їх від непотрібного ризику, повідомивши власний план. Перерізавши охорону, сір Джорах і Дааріо замикають двері до палацу, де проходить Кхалар Вежвент — рада кхалів, яка вирішує долю вдови кхала Дрого. Раптово перекинувши чашу-світильник повну оливи, Дейнеріс підпалює зал разом з замкненими в ньому кхалами і, будучи несприйнятливою до вогню, виходить з палаючої будівлі неушкодженою. Вражені побаченим дотракійці присягають їй на вірність. |                                                  |                 |                              |             |
| 5 | «Ходу» (The Door)                                | Джек Бендер     | Девід Беніофф та Ден Вайс    | 22.05.2016  |
| Санса і Брієнна зустрічаються з Мізинцем у Кротовому Містечку, докоряючи йому за віроломство і розповівши про жорстокість Рамсі. Петир просить пробачення, посилаючись на своє «незнання» і пропонуючи свою допомогу в завоюванні підтримки лордів Долини. Джон Сноу, Давос і Санса аналізують свої шанси відвоювати Вінтерфелл у об'єднаних сил Болтонів, Амберів та Карстарків, міркуючи, кого з лордів Півночі вони можуть взяти в союзники. Потім Джон, Давос, Санса, Брієнна, Подрік, Тормунд і Мелісандра залишають Чорний Замок. Джорах признається Дейнеріс в любові, розповівши, що хворий «сірою хворобою». Дейнеріс наказує йому знайти ліки за всяку ціну і повернутися, а сама залишає Вейс Дотрак разом з дотракійцями. Яра, підтримана Теоном, пред'являє свої права на Солоний Трон. Раптово з'явився Еурон Грейджой і завойовує підтримку більшості зборів, зізнавшись у вбивстві Бейлона і пообіцявши завоювати Вестерос, одружившись з Дейнеріс. Поки коронують Еурона, Яра і Теон захоплюють кращі кораблі і відпливають. Арія продовжує тренування з Бродяжкою, а Якен Хгар дає їй нове завдання: вбити актрису Леді Крейн, яка грає Серсею Ланістер у спектаклі місцевого театру. Уклавши перемир'я з рабовласниками, Тіріон та Вейрис зауважують на те, що в Міеріні стало значно спокійніше. Щоб забезпечити підтримку для Дейнеріс, Тіріон викликає Червону жрицю Кінвару, яка говорить, що вважає «Матір Драконів» обраницею «Владики Світла». У своїх видіннях Бран і Трьохокий Ворон спостерігають, як Діти Лісу створюють Короля Ночі, пронизуючи захопленого солдата кинджалом з «драконового скла». Раптово Бран опиняється в теперішньому часі і бачить армію упирів, що наближається до печери в супроводі Білих Блукачів. Мира біжить всередину, щоб врятувати Брана, убивши при цьому Білого Блукача. Діти Лісу на чолі з Листочком намагаються стримати упирів, в сутичці з якими гине Літо. Король Ночі входить в печеру і вбиває Трьохокого Ворона. Бран, Мира і Ходор біжать по тунелю до дверей, переслідувані упирями. Мира наказує Ходорові за всяку ціну стримати двері. У баченні Брана він входить в Ходора, який, чуючи відлуння наказів Мири, починає незв'язно повторювати «зачинити хід» (HOld the DOOR), поки не починає говорити тільки коротке «Ходор, ходор ...» |                                                  |                 |                              |             |
| 6 | «Кров моєї крові» («Blood of My Blood»)          | Джек Бендер     | Брайан Когман                | 29.05.2016  |
| Мира і Бран рятуються в лісі від упирів. Коли останні наближаються, з'являється чорний вершник і вбиває кількох з них, а потім, посадивши Миру і Брана на коня, тікає від погоні. Пробуджений Бран виявляє, що вершником є його дядько Бенджен Старк, давно зниклий безвісти за Стіною. Сем і Джиллі з дитиною прибувають в Рогів Пагорб, де їх радо стрічають мати і сестра Сема. Але батько — Рендил Тарлі — ображає сина за пристрасть до книг, зайву вагу і «боягузтво». Заступившись за Сема, Джиллі згадує про вбивство ним Білого Ходока, розкривши цим свою приналежність до «здичавілих». Рендил, який ненавидить «здичавілих», виганяє сина з родового замку, милостиво дозволивши Джиллі «залишитися при кухні». Сем прощається з Джиллі, але потім передумує і вирішує взяти її і маленького Сема з собою в Цитадель, прихопивши фамільний меч — «Губитель Сердець». У Браавосі після перегляду нового спектаклю за участю Леді Крейн, Арія проникає за лаштунки і підливає отруту в ром актриси. Але коли Крейн намагається випити, Арія зупиняє її, і попереджає, що суперниця Бьянка хоче її смерті. Бродяжка, яка стежила за Арією, розповідає все Якену Хгару, отримавши від нього дозвіл вбити непокірну, але «без мук». У Королівській Гавані йдуть приготування до «шляху спокути» королеви Маргеріт, які перериває військо Джеймі і Мейса Тірела, яке оточило Велику Септу Бейлора. Погрожуючи смертю Верховному Горобцю, Джеймі вимагає перервати принизливу церемонію, але в цей момент з Септи виходить озброєна гвардія короля Томмена, який підтримав Святе Воїнство і погодився об'єднати Віру і Корону. Позбавивши опального Джеймі звання Королівського Стража, Томмен наказує йому вести армію Ланністерів на Ріверран, відбитий у союзних Фреїв Брінденом Таллі («Чорною Рибою»). У Близнюках Волдер Фрей одержує звістку про те, що Ріверран захоплений Таллі і, відчитавши своїх синів, розпоряджається, щоб фортеця якомога скоріше була повернута. На шляху в Міерін Дейнеріс обговорює з Дааріо, скільки кораблів знадобиться, щоб перетнути з військом Вузьке море. Раптово зникнувши за найближчими пагорбами, вона сідає Дрогона, верхи на якому пролітає над ордою вражених дотракійців, закликавши їх відвоювати для неї Сім Королівств. |                                                  |                 |                              |             |
| 7 | «Зламана людина» («The Broken Man»)              | Марк Майлод     | Брайан Когман                | 05.06.2016  |
| Сандор Кліган («Пес») дивом вижив і приєднався до громади селян, зірваних війною зі своїх земель, яких очолював самозваний септон, колишній найманець. Тримаючись осторонь, він слухняно рубає для них дрова. На Півночі Джон Сноу, Санса Старк та сір Давос Сиворт без особливого успіху намагаються зібрати армію для війни з Рамсі Болтоном. Крім невеликого війська «здичавілих» і велетня Вун Вуна, на їх прохання відгукується тільки нечисленний будинок Мормонтів з Ведмежого острова, на чолі з юною племінницею покійного Джіора Мормонта — Ліаною. А більш численний будинок Гловерів рішуче відмовляє їм у своїй підтримці. Теон і Яра Грейджої роблять зупинку у Волантісі на шляху в далекий Міерін, де вони збираються запропонувати свою допомогу Дейнеріс Таргарієн, в обмін на підтримку останньої в поверненні їм Залізних островів. Насолоджуючись компанією волантійськой повії, Яра безуспішно намагається підбадьорити Теона, щоб він повернув впевненість в себе. У Королівській Гавані повністю «перевихована» Святим Воїнством Маргері вмовляє свою бабусю, леді Олену Тірел, поїхати додому. При цьому їй вдається подати Королеві Шипів умовний знак, показуючи, що все її «смирення» — не більше ніж гра. Джеймі Ланістер прибуває до синів лорда Фрея, які обложили замок Ріверрана, захоплений Брінденом «Чорною Рибою», і бере командування на себе. Однак його переговори з самим Таллі зазнають фіаско. Поки Сандор Кліган заготовляв дрова, на поселення селян, яке дало йому притулок, нападає банда дезертирів з «Братства без Прапорів», перебивши беззахисних людей і повісивши септона. Озброївшись сокирою, Пес приймає рішення зламати свою клятву — «ніколи не брати більше в руки зброї». Арія поспішає залишати Браавос і купує собі місце на кораблі до Вестероса. Однак Бродяжка знаходить її і завдає їй важку рану. |                                                  |                 |                              |             |
| 8 | «Ніхто» («No One»)                               | Марк Майлод     | Девід Беніофф та Ден Вайс    | 12.06.2016  |
| Арія виживає після поранення, нанесеного Бродяжкою і добирається до Леді Крейн, яка перев'язує їй рани, напуває бульйоном і дає макове молоко. Сандор Кліган шукає тих, хто вбив селян, які дали йому притулок. У лісі він натикається на чотирьох дезертирів і жорстоко розправляється з ними. Потім «Пес» зустрічає «Братство Без Прапорів», яке збирається стратити вбивць і дозволяє йому виконати вирок над двома з них. Торос з Миру і Берик Дондаріон пропонують Сандору залишитися у братстві. До Серсеї у Червону Вежу приходять «горобці», вимагаючи, щоб вона негайно прийшла до Верховного Септона. Захищаючи Серсею, «Гора» відриває голову одному з «горобців». Незадоволений Томмен оголошує про швидкий суд над Серсеєю і Лорасом, навічно заборонивши суди поєдинком і позбавивши, таким чином, свою матір надії на очевидну перемогу «Гори». Брієнна зустрічається з Джеймі, який захоплюється її подвигами і дякує за порятунок Санси. Брієнна зобов'язується до заходу сонця домовитися з «Чорною Рибою» про здачу Ріверрана, в обмін на це Джеймі пропустить війська останнього на північ — на допомогу Сансі. Але «Чорна Риба» відмовляє Брієнні, і вона відсилає Сансі ворона зі звісткою про невдачу. Погрожуючи смертю сина бранця — Едмура Таллі — Джеймі змушує останнього вмовити гарнізон капітулювати. «Чорна Риба» відмовляється здатися Ланістерам і гине в бою. У Міеріні Вейрис залишає Тіріона, вирушивши на якесь «секретне завдання». Поки Тіріон травить анекдоти з Міссандеєю і Сірим Хробаком, на місто нападає флот Астапора, Юнкая та Волантіса, бомбардуючи його з численних катапульт. У розпал облоги піраміди прилітає на Дрогоні Дейнеріс. У Браавосі Бродяжка вбиває Леді Крейн, і переслідує поранену Арію. Арія ховається в покинутій будівлі, де ховала свій меч — "Голку». Настигнувши її, Бродяжка пропонує їй смерть: «на ногах чи на колінах», але Арія гасить свічку, щоб стати «сліпою», а потім заколює Бродяжку своїм мечем. В Чорно-Білому Домі Людина говорить Арії, що вона, нарешті, стала «Ніким», але Арія відповідає, що вона — Арія Старк з Вінтерфелла і має намір покинути Браавос і повернутися додому. |                                                  |                 |                              |             |
| 9 | «Битва Бастардів» («The Battle of the Bastards») | Мігель Сапочник | Девід Беніофф та Ден Вайс    | 19.06.2016  |
| Обговоривши план ведення війни з Панами, Дейнеріс та Тіріон зустрічаються з їх посланцями. Останні, будучи впевнені в перемозі свого флоту, заявляють, що дозволять «Королеві-жебрачці» і Бісу покинути місто, якщо ті видадуть їм всіх Бездоганних, Міссандею і вб'ють драконів. Дейнеріс сідає на Дрогона і летить на ньому в затоку, де разом з Рейгалем і Вісеріоном спалює кілька кораблів работорговців, деморалізувавши команди інших. Тіріон оголошує наляканим посланцям, що за наказом Дейнеріс один з них буде страчений. Вони вказують на Еззана, так як він низького походження, але замість цього Сірий Черв'як вбиває останніх двох — благородних. Тим часом військо дотракійців під командуванням Дааріо знищує за стіною синів Гарпії. Через деякий час, Дейнеріс і Тіріон зустрічаються з Ярою та Теоном. Грейджої пропонують королеві свій флот, якщо та допоможе відвоювати Залізні Острови. Теону вдається переконати Біса, що він не вбивав Брана та Рікона Старків, після чого Яра знехотя погоджується на умови Дейнеріс, яка вимагала від неї припинити піратські набіги. Перед битвою за Вінтерфелл Джон, Санса, Тормунд і Давос зустрічаються з Рамсі, Гаральдом Карстарком і Молодшим Джоном Амбером. Рамсі пропонує неприйнятні умови здачі, відмовившись від поєдинку з Джоном і показав голову лютововка Лохматика. Обговоривши план битви з Тормундом, Давосом і Сансою, Джон просить Мелісандру не воскрешати його знову, якщо він загине. Вранці перед битвою Рамсі приводить Рікона, запропонувавши йому бігти в бік армії Джона. Поки молодший Старк тікає, Рамсі стріляє в нього з лука. Джон, сівши на коня, намагається врятувати Рікона, але той падає, пронизаний стрілою. Рамсі наказує кавалерії Болтонів рушити в бік спішених лучниками Джона, і Давос змушений пустити проти неї свою нечисленну кінноту. Після запеклої рукопашної сутички, залишки сил Старків ховаються від ворожих стріл за стіною з трупів, але їх оточує наїжачена довгими списами фаланга Болтонів. Люди Джона Амбера вбивають «здичавілих», які намагаються вирватися з пастки, але Тормунд вступає з Амбером в поєдинок і перегризає йому горло. Незважаючи на те, що велетню Вун Вуну вдається зробити пролом в стіні щитів, убивши кількох воїнів Болтонів, справа Старків здається програною, поки не з'являється підмога з війська лицарів Долини, яких привели Петир та Санса. Рамсі відступає у Вінтерфелл, сподіваючись, що у Старков немає сил для облоги, але зраненому Вун Вуну ціною свого життя вдається пробити ворота замку. Прикрившись щитом від стріл Рамсі, Джон кидає його на землю, побивши до напівсмерті. Скинувши прапори Болтонів зі стін Вінтерфелла, на їх місце вивішують прапори Старков, а Джон розпоряджається поховати Рікона в крипті поруч з батьком. Вночі Санса відвідує на псарні зв'язаного Рамсі, який заявляє, що собаки-людожери вірні йому і не заподіють шкоди своєму господареві. Але Санса нагадує, що той сам тиждень не годував їх, маючи намір пригостити м'ясом бранців. Коли собаки розривають Рамсі на шматки, Санса із задоволенням йде геть. |                                                  |                 |                              |             |
| 10 | «Вітри зими» («The Winds of Winter»)             | Мігель Сапочник | Девід Беніофф та Ден Вайс    | 26.06.2016  |
| У день суду над Серсеєю та Лорасом, Верховний Горобець, Святе Воїнство і еліта міста збираються біля Великої Септи Бейлора. Психічно зломлений Лорас кається у гріхах, відмовившись від імені і титулу. Однак Серсея все не з'являється, і Верховний Септон відправляє за нею Ланселя. Ідучи за однією з «пташок» Квіберна, Лансель натикається на великі запаси «дикого вогню» в підземеллі під Септою, але «пташка» смертельно його ранить. Тим часом Маргеріт, передчуваючи біду, намагається разом з братом покинути Септу, але Святе Воїнство блокує двері. «Дикий вогонь» спалахує і повністю знищує Велику Септу, убивши всіх, хто був у ній, включаючи Верховного Горобця, Маргеріт, Лораса, Мейса Тирела і Ківана Ланістера. Тим часом Серсея знущається над зв'язаною септою Унеллою, а потім віддає її на розтерзання Горі. Заблокований у своїх покоях король Томмен спостерігає вибух Великої Септи і загибель коханої дружини, після чого кінчає життя самогубством, викинувшись у вікно. Серсея коронує себе як нову правительку Семи Королівств, а Квіберн стає її Десницею. У звільненому Вінтерфеллі Давос звинувачує Мелісандру у спаленні маленької Ширен, пред'явивши їй її іграшку. Мелісандра намагається виправдатися, зваливши все на Станніса і його дружину. Але, не дивлячись на вимогу Давоса стратити жрицю, Джон лише назавжди виганяє її з Півночі. У богороще Мізинець признається в любові до Санси, оголосивши їй про свій намір взяти її за дружину і завоювати Залізний Трон. На раді лордів Півночі, лицарів Долини і «здичавілих» юна Ліана Мормонт переконує присоромлених лордів, що Джон довів, що в його жилах тече кров Еддарда Старка, після чого ті оголошують його Королем і Хранителем Півночі. У Ріверрані Волдер Фрей цікавиться, куди пропали його сини Лотар і Чорний Волдер. Служниця, яка подає страву, розкриває йому цю таємницю — що його діти, його спадкоємці — мертві, а їх м'ясо послужило начинкою для пирога, який він тільки що з'їв. Вона знімає маску, виявляється Арією і перерізає лорду Фрею горло. Сем прибуває в Староміст в супроводі Джиллі і її сина, щоб стати мейстером. Але недовірливий черговий, який не отримав звісток про загибель Джіора Мормонта дозволяє йому поки відвідувати лише бібліотеку. Цитадель випускає білих воронів, повідомляючи всім про настання Зими. Оленна Тирел прибуває у Дорн, де зустрічається з Еларою, яка запропонувала невтішній у горі старій «помсту та правосуддя». Раптово входить Вейрис, вітаючи жінок девізом будинку Таргарієнів «Полум'я та кров». Бран, Мира і дядько Бенджемін зупиняються біля Стіни, і дядько покидає їх, заявивши, що магічний захист Стіни не дає мертвим її перетнути. Мира допомагає Брану дістатися до чардрева, і він знову поринає у спогади про Вежі Радості. Там він бачить молодого Еддарда Старка, який знаходить свою сестру, що спливає кров'ю після пологів. Вмираючи, Ліана благає брата подбати про її сина — Джона Сноу — незаконного сина принца Рейгара Таргарієна, зберігши його походження в таємниці. Дейнеріс повідомляє Дааріо, що не бере його з собою в Вестерос, що він лишається і буде правити від її імені Міеріном і іншою частиною «Затоки Работорговців», яку вона перейменувала на «Затоку Драконів». Дааріо признається королеві в любові, але покірно приймає наказ. Дейнеріс призначає своєю Десницею Тіріона. Об'єднавшись з приведеною Вейрисом флотиліями Дорна та Будинку Тирелів, а також флотом Грейджоя, морська армада Дейнеріс відпливає у Вестерос. У небі її супроводжують дракони Дрогон, Рейгаль та Вісеріон. |                                                  |                 |                              |             |

## Сьомий сезон (2017)
Всього сьомий сезон складається з 7 серій. Тривалістю близько 50-60 хвилин кожна. Сезон є екранізацією чорнового варіанту другої половини книги «Вітри зими» та чорнового варіанту першої половини книги «Мрія про весну».

## Восьмий сезон (2019)
Восьмий сезон складається з 6 серій. Восьмий сезон екранізується чорновим варіантом другої половини книги циклу «Пісня Льоду та Полум'я» під робочою назвою «Мрія про весну».

## Рейтинги
| Сезон | Сезон | Номер серії | Номер серії | Номер серії | Номер серії | Номер серії | Номер серії | Номер серії | Номер серії | Номер серії | Номер серії |
| Сезон | Сезон | 1           | 2           | 3           | 4           | 5           | 6           | 7           | 8           | 9           | 10          |
| ----- | ----- | ----------- | ----------- | ----------- | ----------- | ----------- | ----------- | ----------- | ----------- | ----------- | ----------- |
|       | 1     | 2,22        | 2,20        | 2,44        | 2,45        | 2,58        | 2,44        | 2,40        | 2,72        | 2,66        | 3,04        |
|       | 2     | 3,86        | 3,76        | 3,77        | 3,65        | 3,90        | 3,88        | 3,69        | 3,86        | 3,38        | 4,20        |
|       | 3     | 4,37        | 4,27        | 4,72        | 4,87        | 5,35        | 5,50        | 4,84        | 5,13        | 5,22        | 5,39        |
|       | 4     | 6,64        | 6,31        | 6,59        | 6,95        | 7,16        | 6,40        | 7,20        | 7,17        | 6,95        | 7,09        |
|       | 5     | 8,00        | 6,81        | 6,71        | 6,82        | 6,56        | 6,24        | 5,40        | 7,01        | 7,14        | 8,11        |
|       | 6     | 7,94        | 7,29        | 7,28        | 7,82        | 7,89        | 6,71        | 7,80        | 7,60        | 7,66        | 8,89        |
|       | 7     | 10,11       | 9,27        | 9,25        | 10,17       | 10,72       | 10,24       | 12,07       | Н/Д         | Н/Д         | Н/Д         |
|       | 8     | 11,76       | 10,29       | 12,02       | 11,80       | 12,48       | 13,61       | Н/Д         | Н/Д         | Н/Д         | Н/Д         |